# Benjamin Franklin Butler
Benjamin Franklin Butler (Deerfield, 5 de noviembre de 1818-Washington D. C., 11 de enero de 1893) fue un mayor general del Ejército de la Unión, político, abogado y hombre de negocios de Massachusetts, estado del cual llegó a ser Gobernador. 
Abogado de profesión, Butler es conocido como un general político del Ejército de la Unión durante la guerra civil estadounidense, y por su papel de liderazgo en el juicio político del presidente de los Estados Unidos Andrew Johnson. Fue una figura colorida y a menudo controversial en el escenario nacional y en la escena política de Massachusetts y dirigió varias campañas para gobernador antes de su elección a ese cargo en 1882.
A principios de la Guerra Civil se alistó en el Ejército de la Unión, donde se destacó por su falta de habilidad militar y su controvertido comando de Nueva Orleans, lo que le causó una gran aversión en el Sur ganándose el epíteto de la "Bestia". Ayudó a crear la idea legal de liberar efectivamente a los esclavos fugitivos al designarlos como contrabando de guerra al servicio de objetivos militares, lo que condujo a una oleada política en el Norte que incluyó la emancipación general y el fin de la esclavitud como objetivos oficiales de guerra. Sus órdenes se vieron empañadas por tratos financieros y logísticos a través de las líneas enemigas, algunos de los cuales probablemente tuvieron lugar con su conocimiento y en su beneficio financiero.
Butler fue despedido del Ejército de la Unión tras sus fracasos en la Primera Batalla de Fort Fisher, pero pronto ganó las elecciones a la Cámara de Representantes de los Estados Unidos por Massachusetts.

## Primeros años
Nacido en New Hampshire y criado en Lowell, Massachusetts. Butler, un exitoso abogado litigante, sirvió en la legislatura de Massachusetts como demócrata antibélico y como oficial en la milicia estatal. 

## Guerra Civil
Aunque simpatizaba con el Sur, Butler declaró: "Siempre fui amigo de los derechos del Sur, pero enemigo de los errores del Sur" y trató de servir en el Ejército de la Unión. Su carrera militar antes de la Guerra Civil comenzó como soldado en la milicia de Lowell en 1840 y, finalmente, Butler logró convertirse en coronel de un regimiento de hombres principalmente irlandeses. En 1855, el nativista Henry J. Gardner, gobernador por el Know Nothing, disolvió la milicia de Butler, pero luego fue elegido general de brigada después de la reorganización de la milicia. En 1857, el Secretario de Guerra Jefferson Davis lo nombró miembro de la Junta de Visitantes de West Point[20], cargos que no le dieron una experiencia militar significativa.
Después de que Abraham Lincoln fuera elegido presidente en noviembre de 1860, Butler viajó a Washington D. C. Cuando una delegación secesionista de Carolina del Sur llegó allí, recomendó al presidente James Buchanan que fueran arrestados y acusados de traición. Buchanan rechazó la idea. Butler también se reunió con Jefferson Davis y se enteró de que no era el hombre de la Unión que Butler había pensado anteriormente que era. Butler regresó entonces a Massachusetts, donde advirtió al gobernador John Albion Andrew que las hostilidades eran probables y que la milicia estatal debía estar preparada. Aprovechó la movilización para conseguir un contrato con el Estado para que su molino suministrara telas a la milicia. Los contratos militares constituirían una fuente importante de beneficios para la fábrica de Butler durante la guerra.
Butler también trabajó para asegurar una posición de liderazgo en caso de que se desplegara la milicia. La primera vez que ofreció sus servicios al Gobernador Andrew fue en marzo de 1861 Cuando finalmente llegó el llamado a la milicia en abril, a Massachusetts sólo se le pidieron tres regimientos, pero Butler logró que la petición se ampliara para incluir a un general de brigada. Telegrafió al Secretario de Guerra Simon Cameron, a quien conocía, sugiriendo que Cameron emitiera una solicitud para un brigadier y personal general de Massachusetts, que poco después apareció en el escritorio del Gobernador Andrew. A continuación, utilizó los contactos bancarios para asegurarse de que los préstamos que se necesitarían para financiar las operaciones de la milicia estuvieran condicionados a su nombramiento. A pesar del deseo de Andrew de asignar la posición de brigadier a Ebenezer Peirce, el banco insistió en Butler, y fue enviado al sur para garantizar la seguridad de las rutas de transporte a Washington. La capital de la nación fue amenazada con el aislamiento de los estados libres porque no estaba claro si Maryland, un estado esclavo, también se separaría.
Contribuyó a la toma de Nueva Orleans y fue luego designado administrador de la ciudad, donde obtuvo mala fama por las medidas que tomó allí. Por ello, a finales de 1862, Butler tuvo que dejar Nueva Orleans. 
En 1864 Butler recibió la misión de atacar Richmond y Petersburg con el ejército del James. Esa misión, llamada campaña de Bermuda Hundred, tuvo como propósito de ayudar a Grant durante la campaña de Overland en Virginia, que tenía como propósito vencer a los confederados. Fue detenido por un ejército confederado mandado por P.G.T. Beauregard, pero pudo establecer contacto con las fuerzas de Grant más tarde, cuando aparecieron por el lugar, con lo que Butler demostró falta de aptitudes militares.
Durante su carrera como mayor general en el ejército de la Unión, Butler demostró una muy discreta y cuestionable competencia militar, y resultó sumamente difícil quitarlo de la cadena de mando debido a sus poderosos contactos políticos. De hecho, Aunque Grant había tenido mucho éxito en sacar rápidamente del servicio a generales políticos incompetentes, Butler demostró ser uno de esos oficiales de los que no era fácil deshacerse. Como prominente republicano radical, Butler también estaba siendo considerado como un posible oponente de Lincoln en la elección de ese año, y Lincoln le había pedido a Butler que sirviera como su vicepresidente a principios de 1864; sin embargo, después de la elección, Grant le escribió al Secretario de Guerra Edwin M. Stanton a principios de 1865 pidiéndole que le diera rienda suelta para que relevara a Butler de la obligación de prestar servicio militar. Como Stanton estaba viajando fuera de Washington D. C., en ese momento Grant apeló directamente a Lincoln para obtener permiso para despedir a Butler, señalando que "hay una falta de confianza en la capacidad militar de [Butler]". En la Orden General Número 1, Lincoln relevó a Butler del mando del Departamento de Carolina del Norte y Virginia y le ordenó que se reportara a Lowell, Massachusetts.
Grant informó a Butler de su destitución el 8 de enero de 1865 y nombró al General de División Edward O. C. Ord para reemplazarlo como comandante del ejército del James. La carrera militar de Butler había terminado. Se mantuvo formalmente hasta noviembre de 1865 con la idea de que podría actuar como fiscal militar del Presidente Confederado Jefferson Davis.

## Actividad posguerra
Pese a su destitución del Ejército, pronto ganó las elecciones a la Cámara de Representantes de los Estados Unidos por Massachusetts. Como republicano radical, se opuso a la agenda de reconstrucción del presidente Johnson y fue el líder de la Cámara en los procedimientos de destitución de Johnson. Como presidente del Comité de la Cámara de Representantes para la Reconstrucción, Butler es autor de la Ley del Ku Klux Klan de 1871 y coautor de la histórica Ley de Derechos Civiles de 1875.
En Massachusetts, Butler estaba a menudo en desacuerdo con los miembros más conservadores de la clase política en asuntos de estilo y sustancia. Las disputas con los políticos republicanos lo llevaron a que se le negaran varias nominaciones para la gobernación entre 1858 y 1880. Volviendo al redil demócrata, ganó el gobierno en las elecciones de 1882 con el apoyo del Partido Demócrata y del Partido de los Billetes Verdes. 
Llegó a la cúspide de su carrera con su postulación a la presidencia de los Estados Unidos en las elecciones de 1884. Nominado por los partidos Greenback y Anti-Monopoly, no tuvo éxito en conseguir la nominación demócrata, que fue a Grover Cleveland. Cleveland se negó a adoptar partes de la plataforma de Butler a cambio de su apoyo político, lo que llevó a Butler a postularse en las elecciones generales. Trató de ganar votos electorales participando en esfuerzos de fusión con los demócratas en algunos estados y con los republicanos en otros, en los que tomó lo que se percibía en la prensa contemporánea como sobornos de 25.000 dólares de la campaña del republicano James G. Blaine. El esfuerzo fue en vano: Butler obtuvo una votación a la que llegó la cifra de 175.000, de un total de 10 millones de votantes.

## Muerte
Butler murió el 11 de enero de 1893 de complicaciones de una infección bronquial un día después de defender un caso ante la Suprema Corte. Está enterrado en el cementerio familiar de su esposa, detrás del cementerio principal de Hildreth en Lowell.